# Europapokal der Pokalsieger 1987/88
Der Europapokal der Pokalsieger 1987/88 war die 28. Ausspielung des Wettbewerbs der europäischen Fußball-Pokalsieger. 33 Klubmannschaften aus 32 Ländern nahmen teil, darunter 22 nationale Pokalsieger (einschließlich Titelverteidiger Ajax Amsterdam) und 11 unterlegene Pokalfinalisten (FK Witoscha Sofia, Olympique Marseille, Dundalk FC, Atalanta Bergamo, Sliema Wanderers, FC Swarovski Tirol, Sporting Lissabon, ADO Den Haag, Aalborg BK, Dynamo Minsk und Dinamo Bukarest). Vereine aus England waren nach der Katastrophe von Heysel weiterhin von der Teilnahme ausgeschlossen. Der walisische Pokalsieger Merthyr Tydfil FC aus der englischen Southern League Premier Division, der siebten Ebene des englischen Ligensystems, nahm als der niedrigstklassige Verein, der jemals an einem Fußball-Europapokalwettbewerb teilgenommen hat, an diesem Wettbewerb teil.
Aus Deutschland waren DFB-Pokalsieger Hamburger SV, aus der DDR FDGB-Pokalsieger 1. FC Lokomotive Leipzig, aus Österreich ÖFB-Cupfinalist FC Swarovski Tirol und aus der Schweiz Cupsieger BSC Young Boys am Start.
Das Finale im Stade de la Meinau von Straßburg gewann der belgische Außenseiter KV Mechelen gegen den hohen Favoriten und Titelverteidiger Ajax Amsterdam überraschend mit 1:0.
Torschützenkönig wurde der Brasilianer Paulinho Cascavel von Sporting Lissabon mit 6 Toren.

## Modus
Die Teilnehmer spielten wie gehabt im reinen Pokalmodus mit Hin- und Rückspielen den Sieger aus. Gab es nach beiden Partien Torgleichstand, entschied die Anzahl der auswärts erzielten Tore (Auswärtstorregel). War auch deren Anzahl gleich fand im Rückspiel eine Verlängerung statt, in der auch die Auswärtstorregel galt. Herrschte nach Ende der Verlängerung immer noch Gleichstand, wurde ein Elfmeterschießen durchgeführt. Das Finale wurde in einem Spiel auf neutralem Platz entschieden. Bei unentschiedenem Spielstand nach Verlängerung wäre der Sieger ebenfalls in einem Elfmeterschießen ermittelt worden.

## Vorrunde
Das Hinspiel fand am 23. August, das Rückspiel am 28. August 1987 statt.
|              | Gesamt |                                      | Hinspiel | Rückspiel |
| ------------ | ------ | ------------------------------------ | -------- | --------- |
| AEL Limassol | 1:6    | TJ DAC Poľnohospodár Dunajská Streda | 0:1      | 1:5       |

## 1. Runde
Die Hinspiele fanden am 13./15./16. September, die Rückspiele am 29./30. September 1987 statt.
|                                      | Gesamt          |                       | Hinspiel | Rückspiel |
| ------------------------------------ | --------------- | --------------------- | -------- | --------- |
| KS Vllaznia Shkodra                  | 6:0             | Sliema Wanderers      | 2:0      | 4:0       |
| ÍA Akranes                           | 0:1             | Kalmar FF             | 0:0      | 0:1 n. V. |
| FC Avenir Beggen                     | 0:8             | Hamburger SV          | 0:5      | 0:3       |
| Sporting Lissabon                    | 6:4             | FC Swarovski Tirol    | 4:0      | 2:4       |
| Rovaniemi PS                         | (a)1:1(a)       | Glentoran FC          | 0:0      | 1:1       |
| KV Mechelen                          | 3:0             | Dinamo Bukarest       | 1:0      | 2:0       |
| FK Dinamo Minsk                      | 4:1             | Gençlerbirliği Ankara | 2:0      | 2:1       |
| 1. FC Lokomotive Leipzig             | 0:1             | Olympique Marseille   | 0:0      | 0:1       |
| Aalborg BK                           | 1:1 (2:4 i. E.) | Hajduk Split          | 1:0      | 0:1 n. V. |
| Ajax Amsterdam                       | 6:0             | Dundalk FC            | 4:0      | 2:0       |
| Real Sociedad                        | 2:0             | Śląsk Wrocław         | 0:0      | 2:0       |
| FK Witoscha Sofia                    | 2:3             | OFI Kreta             | 1:0      | 1:3       |
| Újpesti Dózsa SC                     | 2:3             | ADO Den Haag          | 1:0      | 1:3       |
| FC St. Mirren                        | 1:0             | Tromsø IL             | 1:0      | 0:0       |
| Merthyr Tydfil FC                    | 2:3             | Atalanta Bergamo      | 2:1      | 0:2       |
| TJ DAC Poľnohospodár Dunajská Streda | 3:4             | BSC Young Boys        | 2:1      | 1:3       |

## 2. Runde
Die Hinspiele fanden am 21./22. Oktober, die Rückspiele am 3./5. November 1987 statt.
|                     | Gesamt    |                   | Hinspiel | Rückspiel |
| ------------------- | --------- | ----------------- | -------- | --------- |
| Kalmar FF           | 1:5       | Sporting Lissabon | 1:0      | 0:5       |
| Hamburger SV        | 0:3       | Ajax Amsterdam    | 0:1      | 0:2       |
| KV Mechelen         | 2:0       | FC St. Mirren     | 0:0      | 2:0       |
| KS Vllaznia Shkodra | 0:2       | Rovaniemi PS      | 0:1      | 0:1       |
| OFI Kreta           | 1:2       | Atalanta Bergamo  | 1:0      | 0:2       |
| ADO Den Haag        | (a)2:2(a) | BSC Young Boys    | 2:1      | 0:1       |
| Real Sociedad       | (a)1:1(a) | FK Dinamo Minsk   | 1:1      | 0:0       |
| Olympique Marseille | 7:0       | Hajduk Split      | 4:0      | 03:0 1    |

## Viertelfinale
Die Hinspiele fanden am 1./9. März, die Rückspiele am 15./16. März 1988 statt.
|                  | Gesamt |                     | Hinspiel | Rückspiel |
| ---------------- | ------ | ------------------- | -------- | --------- |
| Rovaniemi PS     | 0:4    | Olympique Marseille | 0:1      | 0:3       |
| KV Mechelen      | 2:1    | Dinamo Minsk        | 1:0      | 1:1       |
| Atalanta Bergamo | 3:1    | Sporting Lissabon   | 2:0      | 1:1       |
| BSC Young Boys   | 0:2    | Ajax Amsterdam      | 0:1      | 0:1       |

## Halbfinale
Die Hinspiele fanden am 6. April, die Rückspiele am 20. April 1988 statt.
|                     | Gesamt |                  | Hinspiel | Rückspiel |
| ------------------- | ------ | ---------------- | -------- | --------- |
| KV Mechelen         | 4:2    | Atalanta Bergamo | 2:1      | 2:1       |
| Olympique Marseille | 2:4    | Ajax Amsterdam   | 0:3      | 2:1       |

## Finale
| KV Mechelen                                    | KV Mechelen | Ajax Amsterdam | Ajax Amsterdam | Aufstellung                                  |
| ---------------------------------------------- | --- | --- | -------------- | -------------------------------------------- |
| KV Mechelen                                    | \| 11. Mai 1988 in Straßburg (Stade de la Meinau) \| \| Ergebnis: 1:0 (0:0) \| \| Zuschauer: 39.446 \| \| Schiedsrichter: Dieter Pauly ( BR Deutschland) \|                                                                                           | \| 11. Mai 1988 in Straßburg (Stade de la Meinau) \| \| Ergebnis: 1:0 (0:0) \| \| Zuschauer: 39.446 \| \| Schiedsrichter: Dieter Pauly ( BR Deutschland) \|                                                                                              | Ajax Amsterdam | Aufstellung KV Mechelen gegen Ajax Amsterdam |
| KV Mechelen                                    | Michel Preud’homme – Wim Hofkens (60. Paul De Mesmaeker), Lei Clijsters , Graeme Rutjes, Geert Deferm – Koen Sanders, Marc Emmers, Erwin Koeman, Pascal De Wilde (73. Paul Theunis) – Piet den Boer, Eli Ohana Cheftrainer: Aad de Mos ( Niederlande) | Stanley Menzo – Danny Blind, Peter Larsson, Jan Wouters, Frank Verlaat (73. Henny Meijer) – Aron Winter, Arnold Mühren , Arnold Scholten, John van ’t Schip (57. Dennis Bergkamp) – John Bosman, Rob Witschge Cheftrainer: Barry Hulshoff ( Niederlande) | Ajax Amsterdam | Aufstellung KV Mechelen gegen Ajax Amsterdam |
| KV Mechelen                                    | 1:0 Piet den Boer (53.) | | Ajax Amsterdam | Aufstellung KV Mechelen gegen Ajax Amsterdam |
| KV Mechelen                                    | Koen Sanders, Piet den Boer | Jan Wouters | Ajax Amsterdam | Aufstellung KV Mechelen gegen Ajax Amsterdam |
| KV Mechelen                                    | Danny Blind (16.) | | Ajax Amsterdam | Aufstellung KV Mechelen gegen Ajax Amsterdam |
| 11. Mai 1988 in Straßburg (Stade de la Meinau) | | |                |                                              |
| Ergebnis: 1:0 (0:0)                            | | |                |                                              |
| Zuschauer: 39.446                              | | |                |                                              |
| Schiedsrichter: Dieter Pauly ( BR Deutschland) | | |                |                                              |

1. ↑  Das Traineramt wurde seit Januar 1988 von einem Triumvirat ausgeübt, bestehend aus Hulshoff, Antoine Kohn und Bobby Haarms. Im Endspiel übernahm Hulshoff die Rolle des Cheftrainers.